# Episodi di We Bare Bears (terza stagione)
La terza stagione della serie animata We Bare Bears - Siamo solo orsi, composta da 44 episodi, è stata trasmessa negli Stati Uniti, da Cartoon Network, dal 3 aprile 2017 al 16 febbraio 2018.
In Italia è stata trasmessa dal 5 giugno 2017 al 5 settembre 2018 su Cartoon Network.
| nº | Titolo originale          | Titolo italiano            | Prima TV USA      | Prima TV Italia  |
| -- | ------------------------- | -------------------------- | ----------------- | ---------------- |
| 1  | Grizzly the Movie         | Grizz, il film             | 3 aprile 2017     | 5 giugno 2017    |
| 2  | Anger Management          | La rabbia di Nom Nom       | 5 aprile 2017     | 6 giugno 2017    |
| 3  | $100                      | La banconota               | 10 aprile 2017    | 5 giugno 2017    |
| 4  | Professor Lampwick        | Il professore di chimica   | 12 aprile 2017    | 7 giugno 2017    |
| 5  | Ralph                     | L'amico birbante           | 13 aprile 2017    | 6 giugno 2017    |
| 6  | Planet Bears              | Pianeta orsi               | 17 aprile 2017    | 10 giugno 2017   |
| 7  | Coffee Cave               | al bar degli orsi          | 18 aprile 2017    | 10 giugno 2017   |
| 8  | Charlie's Big Foot        | Il piedone di Charlie      | 19 aprile 2017    | 13 giugno 2017   |
| 9  | The Demon                 | Cattivissimo cane          | 20 aprile 2017    | 11 giugno 2017   |
| 10 | Panda's Art               | L'arte di Panda            | 24 aprile 2017    | 14 giugno 2017   |
| 11 | Poppy Rangers             | Giovani ranger             | 25 aprile 2017    | 15 giugno 2017   |
| 12 | Lucy's Brother            | Il fratello di Lucy        | 26 aprile 2017    | 15 giugno 2017   |
| 13 | The Fair                  | Al luna park               | 7 agosto 2017     | 8 dicembre 2017  |
| 14 | Private Lake              | Lago privato               | 8 agosto 2017     | 7 dicembre 2017  |
| 15 | Lunch with Tabes          | Il mistero del sandwich    | 9 agosto 2017     | 11 dicembre 2017 |
| 16 | Road Trip                 | Avventura nel deserto      | 10 agosto 2017    | 14 dicembre 2017 |
| 17 | Summer Love               | Amore estivo               | 11 agosto 2017    | 12 dicembre 2017 |
| 18 | The Kitty                 | Attenti ai gattini         | 1º settembre 2017 | 20 dicembre 2017 |
| 19 | Crowbar Jones             | il film di grizzly         | 1º settembre 2017 | 4 dicembre 2017  |
| 20 | Kyle                      | Il fratello ritrovato      | 8 settembre 2017  | 15 dicembre 2017 |
| 21 | Citizen Tabes             | Senso di responsabilità    | 15 settembre 2017 | 13 dicembre 2017 |
| 22 | Dance Lessons             | Lezioni di ballo           | 22 settembre 2017 | 28 marzo 2018    |
| 23 | Icy Nights II             | Notti di ghiaccio 2        | 29 settembre 2017 | 18 dicembre 2017 |
| 24 | Dog Hotel                 | Hotel per cani             | 6 ottobre 2017    | 28 marzo 2018    |
| 25 | Bear Lift                 | Orso taxi                  | 13 ottobre 2017   | 29 marzo 2018    |
| 26 | The Nom Nom Show          | Nom Nom Show               | 13 ottobre 2017   | 28 marzo 2018    |
| 27 | Ice Cave                  | Il re dei ghiacci          | 20 ottobre 2017   | 28 marzo 2018    |
| 28 | Spa Day                   | Un giorno alla spa         | 20 ottobre 2017   | 29 marzo 2018    |
| 29 | Charlie's Halloween Thing | Charlie e Halloween        | 27 ottobre 2017   | 21 dicembre 2017 |
| 30 | Bunnies                   | Piccoli amici              | 3 novembre 2017   | 19 dicembre 2017 |
| 31 | Pigeons                   | Grizz e i piccioni         | 3 novembre 2017   | 30 agosto 2018   |
| 32 | Tubin'                    | Giù per le rapide          | 10 novembre 2017  | 28 marzo 2018    |
| 33 | Panda 2                   | Panda 2                    | 10 novembre 2017  | 29 agosto 2018   |
| 34 | Lazer Royale              | Scontri all'ultimo laser   | 17 novembre 2017  | 29 marzo 2018    |
| 35 | Ranger Games              | L'asso nella manica        | 17 novembre 2017  | 29 marzo 2018    |
| 36 | The Perfect Tree          | Un bell'albero di Natale   | 1º dicembre 2017  | 29 marzo 2018    |
| 37 | Bearz II Men              | Orzy e Nate                | 5 gennaio 2018    | 4 settembre 2018 |
| 38 | Bro Brawl                 | Doppia sfida               | 5 gennaio 2018    | 31 agosto 2018   |
| 39 | Hurricane Hal             | Uragano Hal                | 12 gennaio 2018   | 29 marzo 2018    |
| 40 | Vacation                  | Nom Nom e Grizz in vacanza | 19 gennaio 2018   | 29 marzo 2018    |
| 41 | Beehive                   | L'ape regina               | 26 gennaio 2018   | 27 agosto 2018   |
| 42 | The Park                  | Il parco                   | 2 febbraio 2018   | 3 settembre 2018 |
| 43 | I Am Ice Bear             | Io, Orso Bianco            | 9 febbraio 2018   | 5 settembre 2018 |
| 44 | Baby Bears Can't Jump     | Gli orsetti non saltano    | 16 febbraio 2018  | 28 marzo 2018    |